# Шаманка (річка)
Шаманка — річка на північному заході Камчатського краю в Росії.
Довжина річки — 109 км. Площа басейну — 2250 км². Утворюється при злитті Правої та Лівої Шаманки. Протікає територією Карагінського району Камчатського краю. Впадає в Охотське море.
Уперше під сучасною назвою нанесена на карту в 1787 році, до цього відзначалася як Тігім. Також відома інша назва — Тінтігін, за прилеглою сопкою, що в перекладі з коряцької означає «священна гора».

## Притоки
Об'єкти перераховані за порядком від гирла до витоку.
- 14 км: річка Каюлєваям
- 20 км: річка Таталаваям
- 28 км: річка Майнканкана
- 33 км: річка Палігирваям
- 34 км: річка Енінгваям
- 46 км: річка без назви
- 52 км: річка Талилєтваям
- 55 км: річка без назви
- 57 км: річка Вілюнєваям
- 77 км: річка без назви
- 79 км: річка Мані-Панта
- 87 км: річка Кенгуваям
- 96 км: річка без назви

## Дані водного реєстру
За даними державного водного реєстру Росії відноситься до Анадир-Колимського басейнового округу.
За даними геоінформаційної системи водогосподарського районування території РФ, підготовленої Федеральним агентством водних ресурсів:
- Код водного об'єкта в державному водному реєстрі — 19080000112120000038215
- Код за гідрологічною вивченістю (ГВ) — 120003821
- Номер тому з ГВ — 20
- Випуск за ГВ — 0